# Sportåret 1847

## Händelser

### Boxning
- William Thompson behåller den engelska mästerskapstiteln i tungvikt, men inga matcher finns registrerade för honom under året.[1]

- Tom Hyer behåller den amerikanska mästerskapstiteln i tungvikt, men inga matcher finns registrerade för honom under året.[2]

- 6 april – Tom Paddock besegrar Nobby Clarke i Stony Stratford. Matchen varar i 48 minuter över 35 ronder.[3]

- 4 maj – Nat Langham besegrar William Sparkes i Woking Common. Matchen varar i en timme och tre minuter över 67 ronder.[4]

### Cricket
- Okänt datum – Kent CCC vinner County Championship (en inofficiell titel fram till 1890, då de första officiella mästarna koras).

## Födda

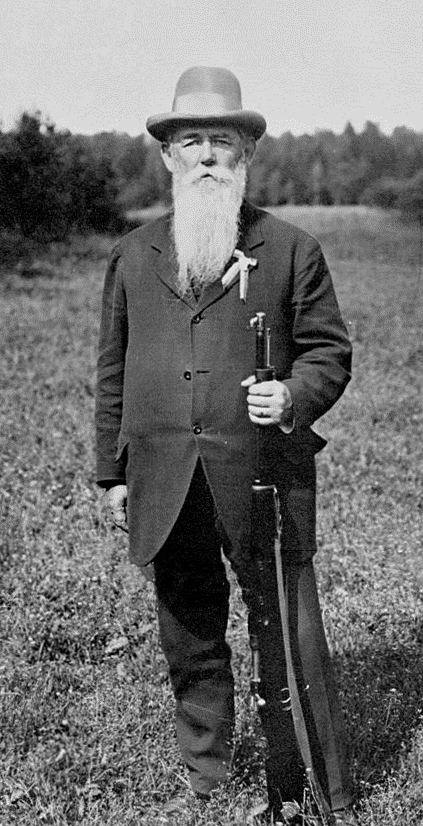
Oscar Swahn.

- 20 oktober – Oscar Swahn, svensk sportskytt[5]

## Avlidna
- 12 maj – Franz Nachtegall, dansk gymnastikledare[6]